# Teucholabis (Teucholabis) seposita
Teucholabis (Teucholabis) seposita is een tweevleugelige uit de familie steltmuggen (Limoniidae). De soort komt voor in het Neotropisch gebied.